# Pařížské katakomby

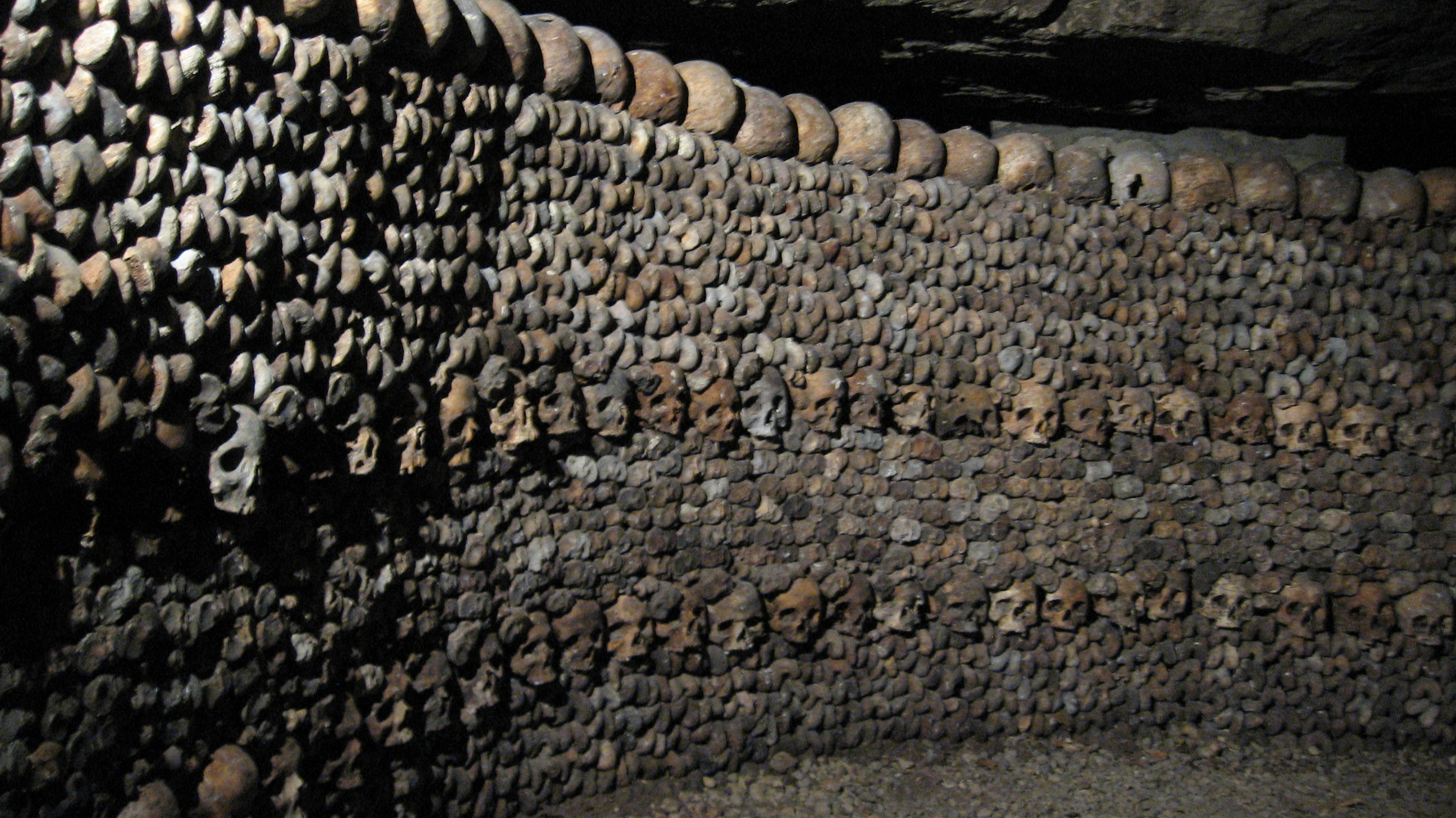
Pařížské katakomby

Pařížské katakomby (francouzsky Les catacombes de Paris) začaly vznikat již ve starověku, kdy Římané pod Paříží dolovali kamení. Od 7. dubna 1786, kdy proběhlo vysvěcení podzemních prostor, se katakomby staly úložištěm lidských ostatků ze zrušených hřbitovů, které musely ustoupit nové městské zástavbě. Do roku 1814 již byly do katakomb umístěny ostatky více než šesti milionů lidí.
V současnosti mají katakomby cca 190 kilometrů chodeb v hloubce kolem 20 metrů pod celou Paříží, z nichž je jen část (asi 2 km) zpřístupněna návštěvníkům. Ve 21. století se začal kus hroutit, a tak je museli podepřít pilíři. Vstup do katakomb je u stanice metra Denfert Rochereau.